# Joseph Ward
Sir Joseph George Ward (Melbourne, 26 aprile 1856 – Wellington, 8 luglio 1930) è stato un politico neozelandese, due volte primo ministro della Nuova Zelanda dal 6 agosto 1906 al 28 marzo 1912 e dal 10 dicembre 1928 al 28 maggio 1930.